# Ordre de bataille lors de la bataille de Frœschwiller-Wœrth (1870)
Ce qui suit est l'ordre de bataille des forces militaires en présence lors de la Bataille de Frœschwiller-Wœrth (1870), qui eut lieu le 6 août 1870 au début de la Guerre franco-prussienne. 

## Empire français

### 1erCorps
Le 1er corps est sous les ordres du maréchal Patrice de Mac-Mahon

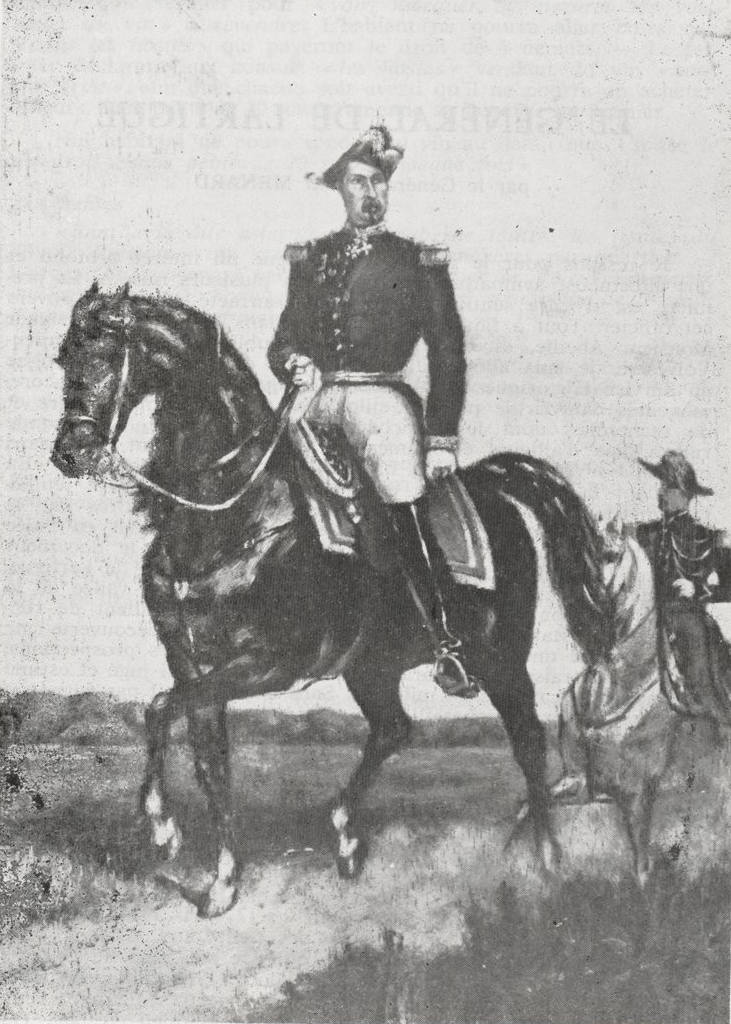
Le général de Lartigue à la tête de la 4e division du 1er corps.

- 1re division sous les ordres du général Ducrot
  - 1re brigade du général Wolff
    - 13e bataillon de chasseurs à pied
    - 18e régiment d'infanterie de ligne
    - 96e régiment d'infanterie de ligne

  - 2e brigade du général du Houlbec[1]
    - 45e régiment d'infanterie de ligne
    - 1er régiment de zouaves

  - 1 batterie de mitrailleuses
  - 2 batteries de canons de campagne de 4 dits « pièces de 4 »[2]
- 2e division sous les ordres du général Pellé
  - 1re brigade du général Pelletier de Montmarie
    - 50e régiment d'infanterie de ligne
    - 74e régiment d'infanterie de ligne

  - 2e brigade
    - 78e régiment d'infanterie de ligne
    - 1er régiment de tirailleurs algériens également appelés Turcos

  - 1 batterie de mitrailleuses
  - 2 batteries de canons de campagne de 4 dits « pièces de 4 »[2]

- 3e division sous les ordres du général  Raoult
  - 1re brigade du général l'Hériller[3]
    - 8e bataillon de chasseurs à pied
    - 36e régiment d'infanterie de ligne
    - 2e régiment de zouaves

  - 2e brigade du général Lefebvre[4]
    - 48e régiment d'infanterie de ligne
    - 2e régiment de tirailleurs algériens également appelés Turcos

  - 1 batterie de mitrailleuses
  - 2 batteries de canons de campagne de 4 dits « pièces de 4 »[2]

- 4e division sous les ordres du général Marie-Hippolyte de Lartigue[5]
  - 1re brigade sous les ordres du général Fraboulet de Kerléadec[6]
    - 1er bataillon de chasseurs à pied
    - 56e régiment d'infanterie de ligne
    - 3e régiment de zouaves

  - 2e brigade sous les ordres du général Lacretelle
    - 3e régiment de tirailleurs algériens également appelés Turcos

  - 1 batterie de mitrailleuses
  - 2 batteries de canons de campagne de 4 dits « pièces de 4 »[2]

- Division de cavalerie sous les ordres du général Xavier Duhesme[7]
  - 1re brigade du général de Septeuil[8]
    - 3e régiment de hussards
    - 11e régiment de chasseurs à cheval

  - 2e brigade du général de Nansouty
    - 2e régiment de lanciers
    - 6e régiment de lanciers

  - 3e brigade du général Michel[9]
    - 8e régiment de cuirassiers
    - 9e régiment de cuirassiers

- Artillerie de réserve sous les ordres du colonel Charles de Vassart[10]
  - 2 batteries de canons de campagne de 12 dits « pièces de 12 »[2]
  - 2 batteries de canons de campagne de 4 dits « pièces de 4 »[2]
  - 4 batteries de canons de campagne de 4 dits « pièces de 4 »[2]

### 7ecorps
- 1re division sous les ordres du général Conseil Dumesnil
  - 1re brigade du général Nicolaï
    - 17e bataillon de chasseurs à pied
    - 3e régiment d'infanterie de ligne
    - 21e régiment d'infanterie de ligne

  - 2e brigade du général Maire[11]
    - 47e régiment d'infanterie de ligne
    - 99e régiment d'infanterie de ligne

- Division de cavalerie de réserve
  - 1re brigade du général Girard[12] : 
    - 1er régiment de cuirassiers
    - 4e régiment de cuirassiers

  - 2e brigade du général de Brauer : 
    - 2e régiment de cuirassiers
    - 3e régiment de cuirassiers

  - 1 batterie de mitrailleuses
  - 1 batterie de canons de campagne à cheval de 4 dits « pièces de 4 »[2]

## Empire allemand

### Royaume de Prusse

#### VeCorps
5e corps d'armée sous les ordres du lieutenant général Hugo von Kirchbach de la IIIe Armée du Kronprinz Frédéric III d'Allemagne
- 9e division d'infanterie
  - 17e brigade
    - 58e régiment d'infanterie (pl)
    - 59e régiment d'infanterie

  - 18e brigade
    - 7e régiment de grenadiers
    - 47e régiment d'infanterie

  - 5e bataillon de chasseurs à pied (de)
  - 4e régiment de dragons (pl)
  - 1re Batterie à pied du régiment d'artillerie no 5
  - 1er Bataillon du génie du régiment d'artillerie no 5

- 10e division d'infanterie
  - 19e brigade
    - 6e régiment de grenadiers
    - 46e régiment d'infanterie

  - 20e brigade
    - 37e régiment de fusiliers
    - 50e régiment d'infanterie

  - 14e régiment de dragons
  - 3e Batterie à pied du régiment d'artillerie no 5
  - 2e Bataillon du génie du régiment d'artillerie no 5
  - 3e Bataillon du génie du régiment d'artillerie no 5
  - Corps d'artillerie
    - 2e Batterie à cheval du régiment d'artillerie no 5
    - 3e Batterie à cheval du régiment d'artillerie no 5
    - 2e Batterie à pied du régiment d'artillerie no 5
    - Bataillon du train du régiment d'artillerie no 5

#### XIeCorps
11e corps d'armée sous les ordres du lieutenant général Julius von Bose de la IIIe Armée du Kronprinz Frédéric III d'Allemagne
- 21e division d'infanterie
  - 41e brigade
    - 80e régiment de fusiliers
    - 87e régiment d'infanterie (de)

  - 42e brigade
    - 82e régiment d'infanterie (de)
    - 88e régiment d'infanterie

  - Bataillon de Jägers no 11 (Chasseur à pied)
  - 14e régiment de hussards
  - 1re Batterie à pied du régiment d'artillerie no 11
  - 1er Bataillon du génie du régiment d'artillerie no 11
- 22e division d'infanterie
  - 43e brigade
    - 32e régiment d'infanterie
    - 95e régiment d'infanterie (de)

  - 44e brigade
    - 83e régiment d'infanterie
    - 94e régiment d'infanterie

  - 13e régiment de hussards
  - 2e Batterie à pied du régiment d'artillerie no 11
  - 3e Batterie à pied du régiment d'artillerie no 11
  - 2e Bataillon du génie du régiment d'artillerie no 11
  - 3e Bataillon du génie du régiment d'artillerie no 11
  - Corps d'artillerie
    - 1re Batterie à cheval du régiment d'artillerie no 11
    - 3e Batterie à cheval du régiment d'artillerie no 11
    - 2e Batterie à pied du régiment d'artillerie no 11
    - Bataillon du train du régiment d'artillerie no 11

### Royaume de Bavière
L’armée bavaroise est l’armée du royaume de Bavière indépendante. Elle garde des noms d’unité propres jusqu’à la Première Guerre mondiale.
- 2e division d'infanterie
  - 3e brigade d'infanterie (de)
    - 1er bataillon de chasseurs à pied (de)
    - 3e régiment d'infanterie (de)
    - 12e régiment d'infanterie (de)

  - 4e brigade d'infanterie (de)
    - 7e bataillon de chasseurs à pied (de)
    - 10e régiment d'infanterie (de)
    - 13e régiment d'infanterie (de)

  - Réserve :
    - 4e régiment de chevau-légers (de)

  - Artillerie divisionnaire :
    - 2 batteries de canons de campagne de 4 dotée du système "Zoller"[13] du 1er régiment d'artillerie de campagne de réserve royal bavarois
    - 2 batteries de canons de campagne de 6 dotée du système "Zoller"[13] du 1er régiment d'artillerie

  - Brigade de cuirassiers :
    - 1er régiment de cuirassiers (de)
    - 2e régiment de cavaliers lourds (de)
    - 6e régiment de chevau-légers (de)
    - 1 batterie à cheval du 3e régiment d'artillerie

  - Artillerie de réserve :
    - 1 batterie à cheval du 3e régiment d'artillerie
    - 1 batterie de canons de campagne de 4 dotée du système "Zoller"[13] du 3e régiment d'artillerie
    - 5 batteries de canons de campagne de 6 dotée du système "Zoller"[13] du 3e régiment d'artillerie
    - 1 batterie de canons de campagne de 6 dotée du système "Zoller"[13] du 1er régiment d'artillerie
    - 1 batterie de canons de campagne de 6 dotée du système "Zoller"[13] du 4e régiment d'artillerie
    - 1 batterie de canons de campagne de 12 dotée du système "Zoller"[13] du 3e régiment d'artillerie
    - 1 batterie de mitrailleuse
    - 3 compagnies du Génie